# 岐脊加夫蛤
岐脊加夫蛤（学名：Gafrarium divaricatumshell_2696，
又名歧紋簾蛤，是帘蛤目帘蛤科厚壳蛤属的一种。

## 分佈
主要分佈於南海、新加坡、马来西亚、印度尼西亚、中国大陆、台湾，常栖息在潮间带、岩礁石砾砂，潮间带岩石间的砂地。

## 外部連結
- 維基物種上的相關：歧紋簾蛤